# Serradura

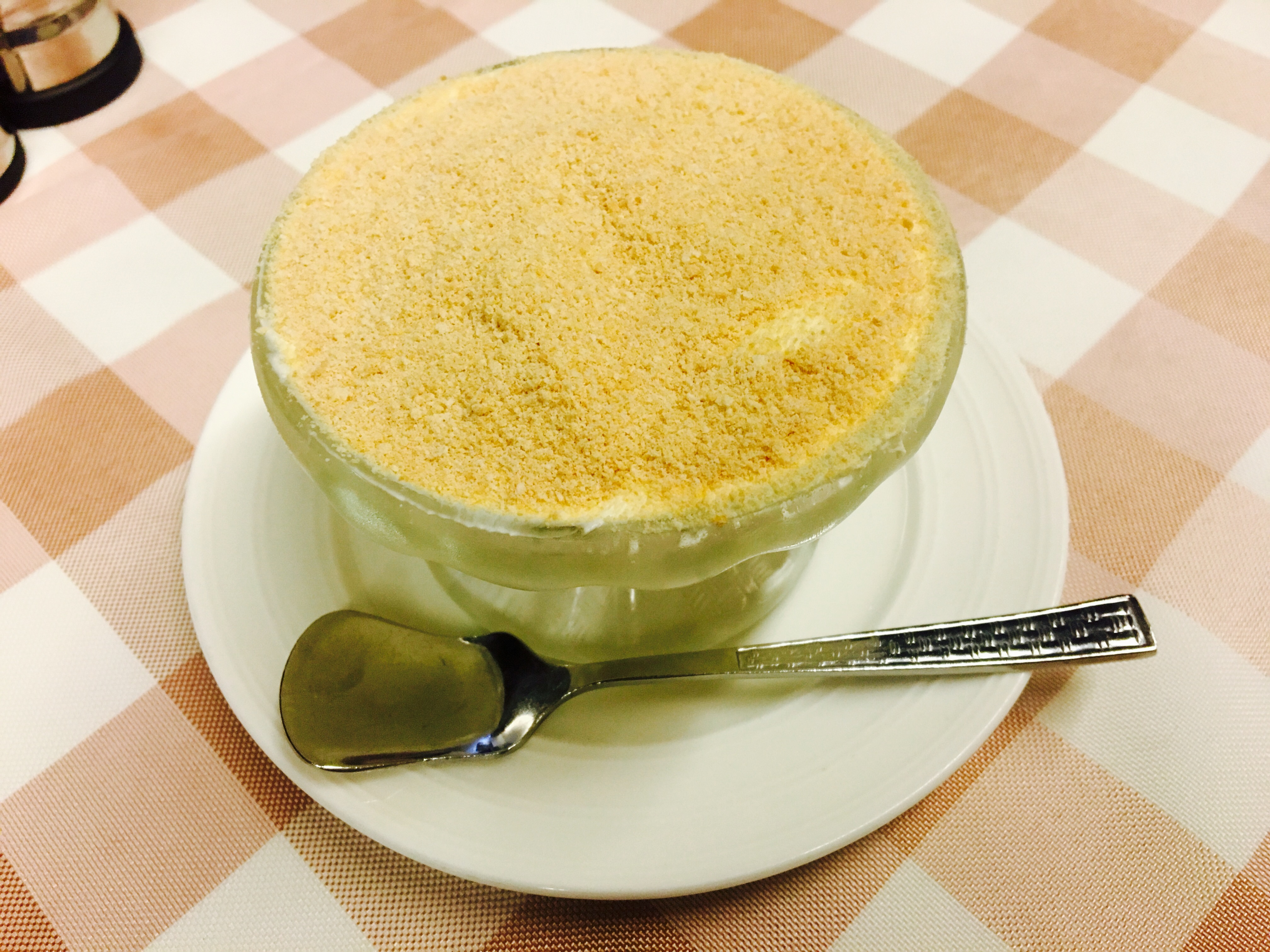
Serradura en un restaurante portugués de Macao.

La serradura, también conocida como pudín de serrín o pudín de Macao, es un postre portugués que también es muy popular en las antiguas colonias portuguesas de Macao (China) y Goa (India). Consiste en varias capas alternas de crema (hecha con leche condensada y nata para montar) y galletas María trituradas.

El nombre de este postre significa «serrín» en portugués, en referencia al aspecto arenoso que tienen las galletas desmenuzadas.
Se sirve frío, normalmente en recipientes transparentes para que las capas que lo forman queden a la vista.

## Origen e historia
La serradura es un postre originario de Portugal. Se introdujo en Macao durante la época colonial portuguesa y, en la actualidad, es un postre muy popular que se puede encontrar fácilmente en muchos restaurantes y pastelerías macaenses.
También se puede encontrar en Hong Kong, en Goa (antigua colonia portuguesa en la India), y en varios países lusófonos e hispanohablantes, en particular en la región española de Extremadura.

## Receta

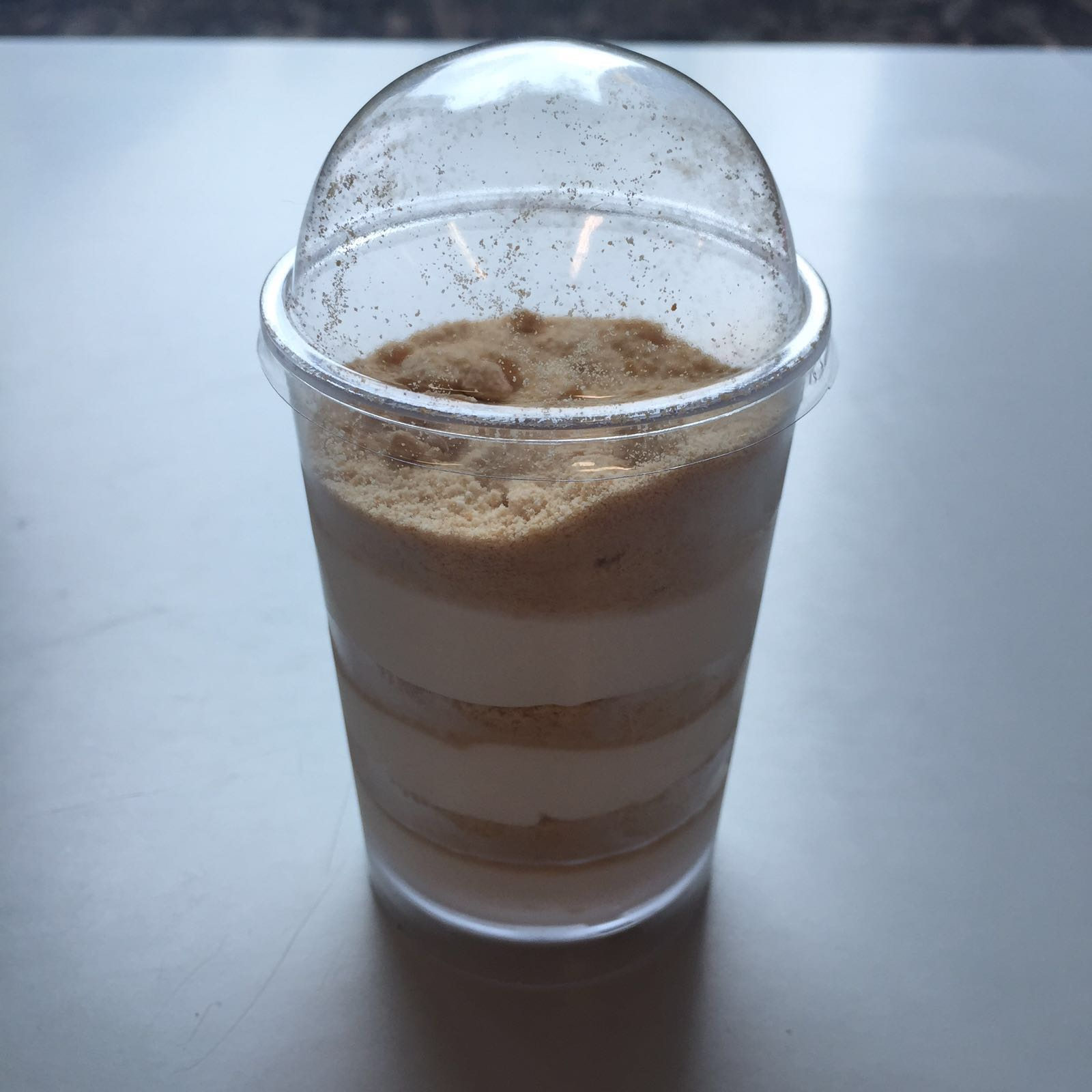
Un vaso de serradura, donde se aprecian sus distintas capas.

La serradura es muy sencilla de preparar y requiere pocos ingredientes, tradicionalmente leche condensada, galletas María y nata para montar.
El primer paso es triturar las galletas hasta conseguir una textura arenosa. Después, para elaborar la crema, se monta la nata y se le incorpora la leche condensada. Para presentar el postre, se pone en un recipiente una capa de galletas trituradas, después una de la mezcla de nata y leche condensada, otra de galleta, otra de la mezcla y así alternativamente. Tras dejar reposar en el frigorífico durante al menos dos o tres horas, el postre está listo para servir.
La creciente popularidad de la serradura ha llevado a la aparición de diversas variantes. Por ejemplo, para darle diferentes sabores a la crema, se le puede añadir esencia de vainilla, chocolate o té verde en polvo. También se pueden sustituir las galletas María por otro tipo de galletas, como las Oreo.